# Rolán Gúsev
Rolán Aleksándrovich Gúsev (en ruso: Ролан Александрович Гусев; Asjabad, Unión Soviética, 17 de septiembre de 1977) es un exfutbolista ruso, aunque nacido en Turkmenistán. Se desempeñabas como centrocampista y su último equipo fue el FC Arsenal Kiev.

## Clubes
| Club                     | País    | Año         |
| ------------------------ | ------- | ----------- |
| FC Dinamo Moscú          | Rusia   | 1997 - 2001 |
| PFC CSKA de Moscú        | Rusia   | 2002 - 2008 |
| FC Dnipro Dnipropetrovsk | Ucrania | 2008 - 2011 |
| FC Arsenal Kiev          | Ucrania | 2011        |

## Palmarés
CSKA de Moscú
- Liga Premier de Rusia: 2002-03, 2004-05, 2005-06
- Copa de Rusia: 2002, 2005, 2006
- Supercopa de Rusia: 2004, 2006, 2007
- Copa de la UEFA: 2005